# Міжнародна асоціація університетів
Міжнародна асоціація університетів (англ. International Association of Universities, IAU) — всесвітня неурядова організація, що об'єднує вищі навчальні заклади та національні, регіональні і міжнародні організації у сфері вищої освіти. Заснована у 1950 році під егідою ЮНЕСКО, організація має на меті сприяння міжнародному співробітництву та обміну знаннями між університетами у всьому світі.

## Історія
Ідея створення IAU виникла після Другої світової війни, у контексті відбудови освіти та науки. Установчий з'їзд відбувся в Ніцці (Франція) в 1950 році, де було підписано статут організації. Початково вона об'єднала 150 вищих навчальних закладів із 52 країн.

## Цілі та завдання
IAU працює над:
Поширенням знань про вищу освіту та її роль у розвитку суспільства.
Розвитком академічної мобільності та міжнародного співробітництва.
Підтримкою принципів академічної свободи та автономії університетів.
Сприянням доступу до якісної освіти.
Розробкою стратегій сталого розвитку у вищій освіті відповідно до Цілей сталого розвитку ООН.

## Членство
Членами IAU можуть бути:
Університети та інші вищі навчальні заклади, визнані у своїй країні.
Національні та регіональні асоціації університетів.
Міжнародні організації, що займаються вищою освітою.
Станом на 2024 рік, IAU об'єднує понад 600 інституцій із понад 120 країн.

## Діяльність
IAU:
Публікує регулярні аналітичні звіти, зокрема «World Higher Education Database (WHED)» — глобальну базу даних про вищі навчальні заклади.
Організовує міжнародні конференції, семінари, вебінари.
Впроваджує проєкти з академічної мобільності, цифровізації освіти, інтернаціоналізації.
Проводить кампанії на підтримку академічних прав людини.

## Співпраця
IAU активно співпрацює з ЮНЕСКО, ЮНІСЕФ, Світовим банком, ОЕСР та іншими міжнародними структурами. Також вона підтримує партнерство з регіональними організаціями, зокрема Європейською асоціацією університетів (EUA), APQN та AAU.

## Україна і IAU
Кілька українських університетів є членами IAU. Зокрема, Київський національний університет імені Тараса Шевченка, Національний університет «Києво-Могилянська академія», Львівський національний університет імені Івана Франка та інші брали участь у програмах академічного обміну та стратегічного планування розвитку вищої освіти.

## Види членства
IAU передбачає кілька рівнів членства:
Повне членство (для визнаних університетів).
Асоційоване членство (для організацій у сфері освіти).
Афілійоване членство (для партнерських установ).

## Керівні органи
Вищим керівним органом є Генеральна асамблея IAU, яка скликається кожні 4 роки. Виконавчу владу здійснює Адміністративна рада, а повсякденна діяльність координується Секретаріат IAU, що розташований у Парижі (Франція).